# Moon Dae-sung
Moon Dae-Sung (Incheon, 3 de setembro de 1976) é um ex-taekwondista sul-coreano, campeão olímpico, mundial e asiático, atualmente exerce função como politico.
Moon Dae-Sung competiu nos Jogos Olímpicos de 2004, na qual conquistou a medalha de ouro.